# Nádson (football, 1982)
Pour les articles homonymes, voir Nadson.
Nádson Rodrigues de Souza, plus communément appelé Nádson, est un footballeur brésilien né le 30 janvier 1982.